# Pinkelrinne

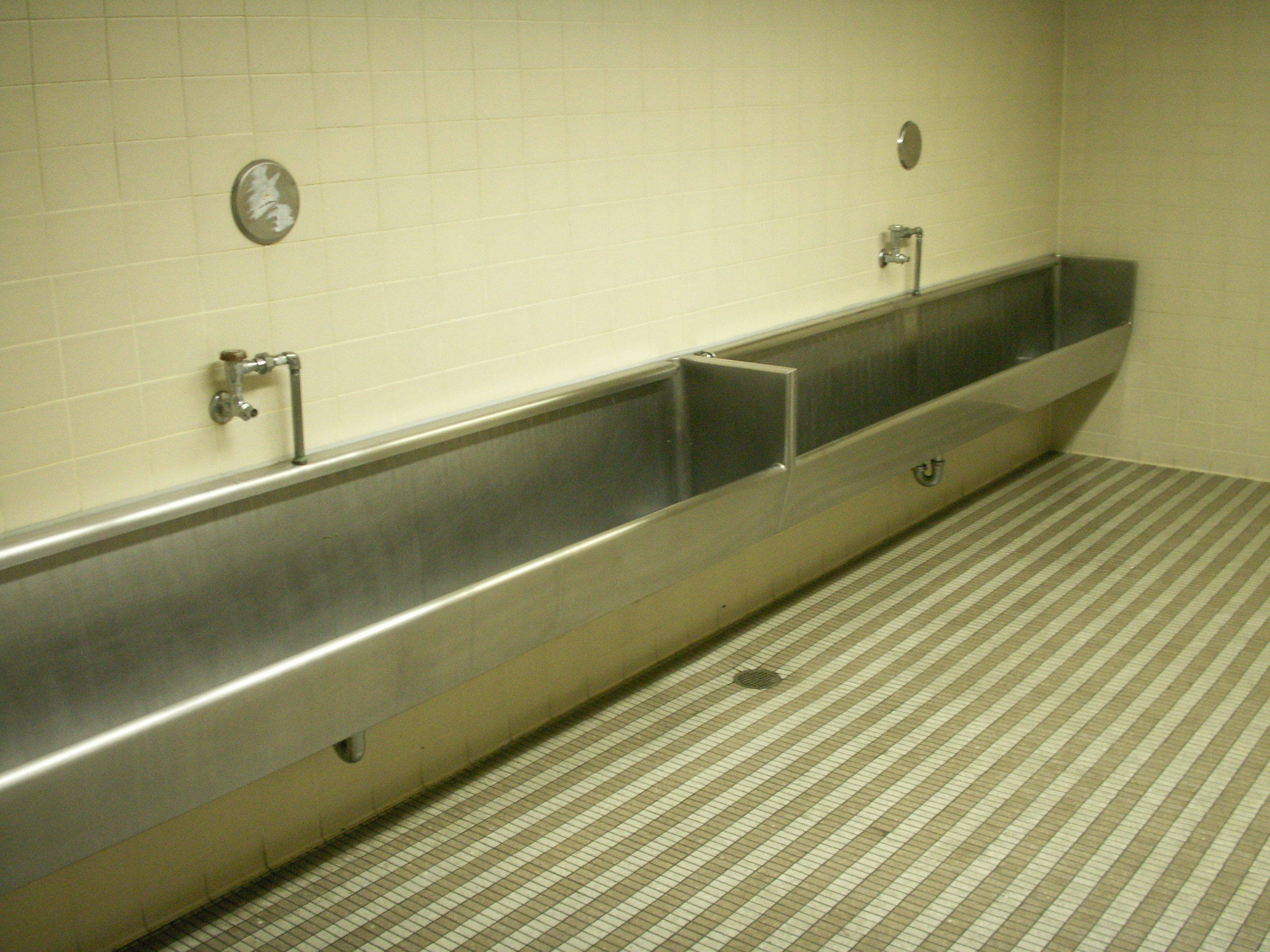
Pinkelrinne in Kniehöhe

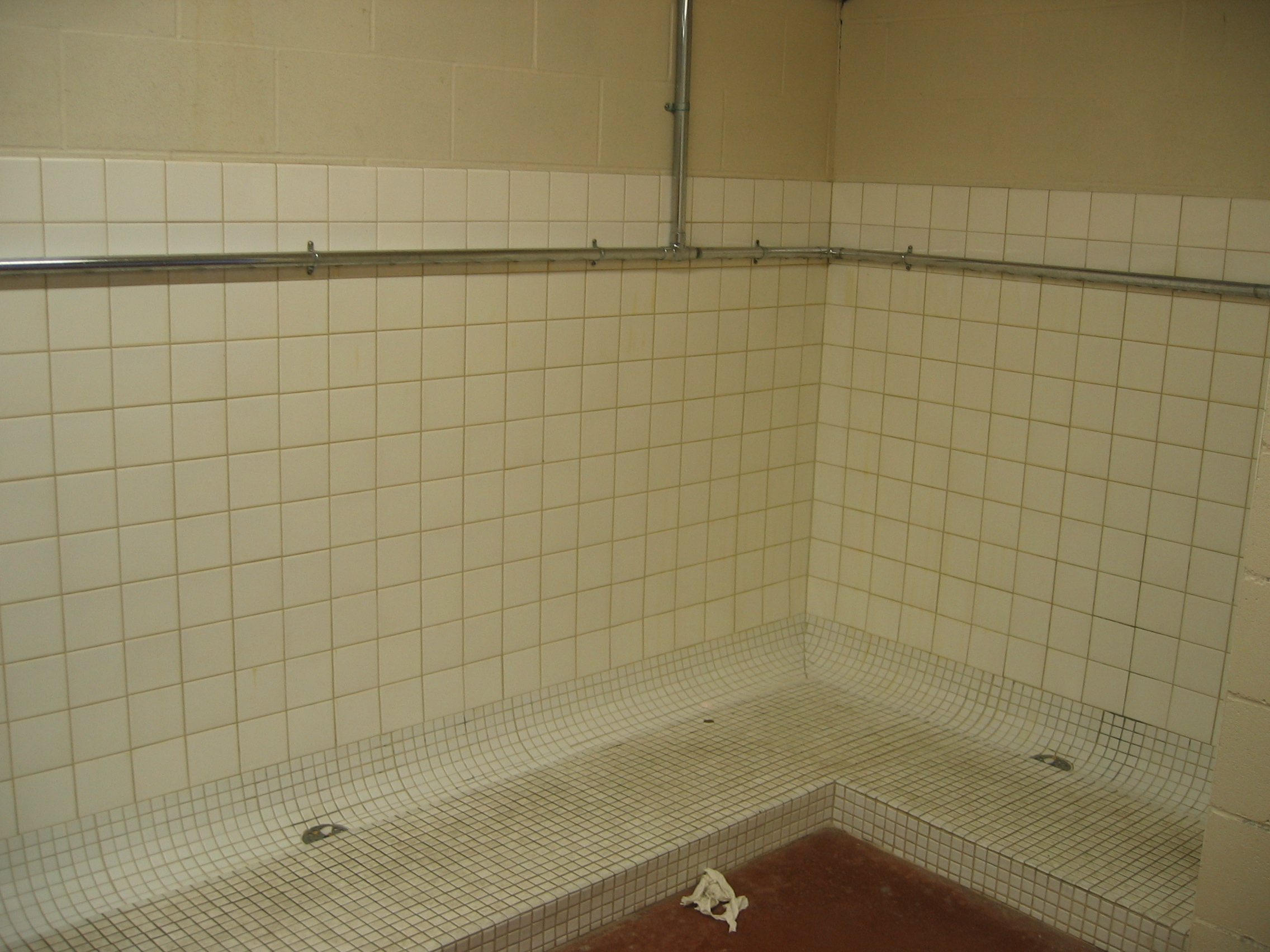
Einfache Pinkelrinne am Boden

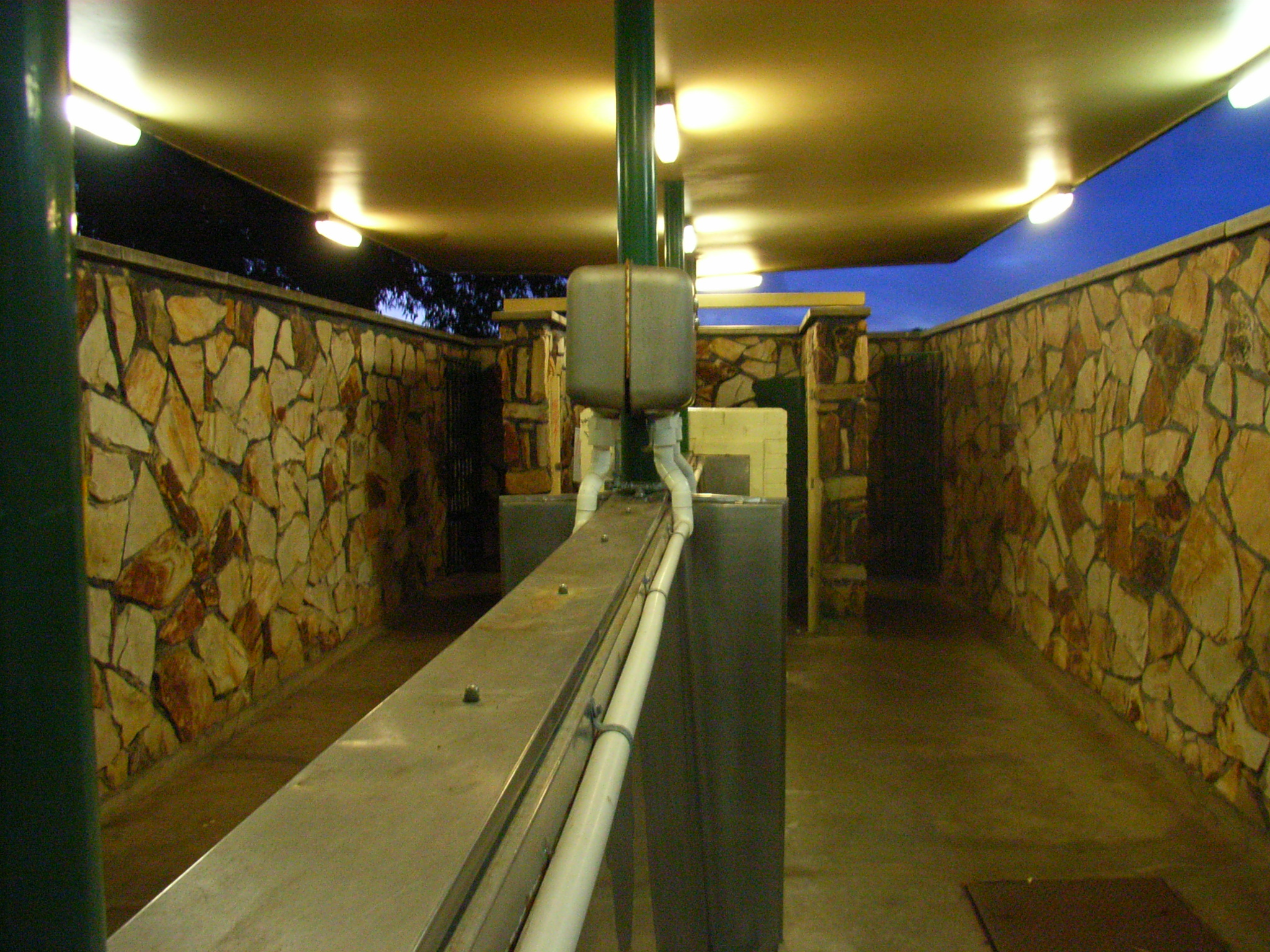
Pinkelrinne als Raumteiler

Eine Pinkelrinne ist ein Urinal, das gewöhnlich von mehreren Männern gleichzeitig genutzt werden kann. Es findet hauptsächlich in öffentlichen Bedürfnisanstalten oder Gaststätten Verwendung.
Gelegentlich findet sich dafür noch die Bezeichnung Pissoir (frz. Ursprungs); im Standardwerk Bauentwurfslehre ist Pißstand und umgangssprachlich oft Pissrinne oder Pinkelwand üblich.

## Bauform und Verwendung
Bei der klassischen Pinkelrinne handelt es sich um eine schräge Vertiefung des gefliesten Fußbodens, die sich meistens vor einer ebenfalls gefliesten Wand befindet. Selten gibt es auch Varianten, in denen der Fußboden vor der Pinkelrinne mit einem Gitter versehen ist, um fehlgeleitete Strahlen aufzunehmen. Ebenso sind Rinnen gebräuchlich, die nicht am Boden, sondern etwa in Knie-/ Oberschenkelhöhe verlaufen. Als Material kommen neben Fliesen auch Porzellan-, Edelstahl- oder emaillierte Oberflächen zur Anwendung.
Bei der Benutzung wird nicht in die Rinne selbst, sondern gegen die geflieste oder wasserdicht gestrichene Wand uriniert. Hierbei wird eine vergleichsweise große Oberfläche benetzt, was zum einen den Gestank und zum anderen den zur Spülung notwendigen Wasserverbrauch erhöht.
Die Spülung erfolgt entweder durch Wasseraustritte an der Wand, welche möglichst die gesamte Fläche erfassen, oder durch einen Hahn an einem Ende der Rinne, der ständig oder periodisch Wasser zu einem Abfluss am anderen Ende spült. Die Spülung kann dabei durch eine Zeitsteuerung (in Schulen oft verbunden mit der die Unterrichtszeiten einteilenden Pausen-Klingel) oder Bewegungsmelder bei Benutzung ausgelöst werden. Individuelle Spülungen sind oft nicht vorhanden.
Bei Großveranstaltungen, wie zum Beispiel beim New-York-City-Marathon, werden mitunter Pinkelrinnen mit einer Länge von mehreren hundert Metern verwendet. Vielfach werden hierzu auch improvisierte Pinkelrinnen errichtet, die durch Anbringung wasserundurchlässiger Platten an einem vorhandenen Zaun mit darunterliegenden (meist bereits vorhandenen) Ablaufrinnen entstehen. Hiermit soll insbesondere das wilde Urinieren auf die umliegenden Grundstücke verhindert werden.
Pinkelrinnen werden hauptsächlich auf Herrentoiletten verwendet, auf Großveranstaltungen aber auch, unter der Beihilfe einer Urinella, von Frauen.

## Vor- und Nachteile
Die Vorteile der Pinkelrinne sind vergleichbar zu jenen des Urinals, das heißt, dass sie von Männern in einer stehenden Körperhaltung benutzt werden kann, so dass kein Körperkontakt zur Rinne erforderlich ist. Darüber hinaus kann die Pinkelrinne auch von Männern verschiedener Körpergrößen gleich gut benutzt werden (z. B. in Schulen mit Schülern einer großen Alters- und damit Größenspanne), was beim Urinal häufig Schwierigkeiten bereitet.
Ein Vorteil der Pinkelrinne gegenüber dem Einzelurinal ist, dass bei gegebener Anlagengröße mehr Personen gleichzeitig urinieren können, was bei Großveranstaltungen mit großem Besucherandrang ein wichtiger Vorteil ist. Die verhältnismäßig großen und glatten Flächen einer Pinkelrinne erleichtern die Reinigung, anders als bei einer Reihe von Urinalen gibt es weniger Ecken und Winkel, in denen sich Schmutz festsetzen kann.
Nachteile sind der im Vergleich zum Urinal deutlich höhere Wasserverbrauch, der schlechte Geruchsverschluss und die erhöhte Gefahr, dass Boden und Kleidung im weiten Umkreis des Benutzers durch Urinspritzer verschmutzt werden. Des Weiteren bieten Pinkelrinnen auch keine Diskretion, was eine erhebliche Belastung für Paruretiker darstellt. Lediglich in älteren, repräsentativen Gebäuden (z. B. Konzerthallen) sind Pinkelrinnen mit einzeln ausgeformten „Plätzen“ mit eigenem Abfluss anzutreffen, die ebenso gut als bis zum Boden reichende Urinale bezeichnet werden können.